# Shun (empereur)
Pour les articles homonymes, voir Shun.
 (septembre 2024).

Shun 舜, Dishun 帝舜 (empereur Shun), Dashun 大舜 (Shun le Grand) ou Yushun 虞舜 (Shun de Yu), est un souverain mythique de l’antiquité chinoise, l’un des Cinq empereurs. Son nom de famille était Yao, son nom personnel Chonghua et son nom de clan Youyu. Il aurait été, du fait de sa vertu, choisi à l’âge de 53 ans comme successeur par l’empereur Yao à la place de son fils Danzhu, l'héritier naturel du trône. Yao lui aurait de plus donné en mariage ses deux filles, Huang’e et Nüying. Sa capitale se trouvait à Puban au Shanxi. Il serait mort à cent ans après avoir à son tour cédé le pouvoir à un successeur vertueux, Yu. Il avait pourtant fait exécuter Gun, le père de Yu, à cause de son échec dans la lutte contre les inondations. Yu réussira là où son père avait échoué.
Il serait mort lors d’une expédition de chasse dans le sud. Il existe encore dans le mont Jiuling près de Ningyuan au Hunan un emplacement qui prétend être sa tombe et un temple où il est honoré.
Pour certains glosateurs, il serait descendant de Zhuanxu (7e génération), donc de Huangdi, mais Meng Zi le présente comme un souverain Dongyi allié par mariage au clan de Zhuanxu.
Sous les Tang, Liu Zhiji, après avoir examiné le Shanhaijing, porta un regard critique sur l’histoire traditionnelle. Selon Liu, Yao aurait été renversé par Danzhu, qui aurait ensuite choisi Shun comme ministre. Peu après sa nomination, ce dernier aurait à son tour renversé Danzhu pour monter sur le trône. Tout comme les empereurs Yu et Zhu Rong, Shun serait parti vers le sud à la fin de sa vie pour y mourir. Cette similarité entre les destins des trois empereurs a été interprété par certains historiens chinois modernes comme la version embellie d'un bannissement par des usurpateurs, vers des régions encore peu sinisées à l’époque.